# Stare Gumino
Stare Gumino – wieś sołecka w Polsce położona w województwie mazowieckim, w powiecie płońskim, w gminie Dzierzążnia.
Miejscowość jest siedzibą rzymskokatolickiej parafii św. Pankracego.
W latach 1975–1998 miejscowość administracyjnie należała do województwa ciechanowskiego.